# Rex Brown
Rex Robert Brown (Graham, 27 de julho de 1964) é um músico e autor norte-americano, que é mais conhecido por ter sido o baixista de longa data da banda Pantera. Ele é um ex-membro do Down, e atualmente é o baixista da banda Kill Devil Hill. Ele lançou seu álbum solo de estreia, ''Smoke On This", em 28 de julho de 2017.
Rex trabalhou no Pantera desde seu início, no começo dos anos 1980, até o fim, em 2003. Juntamente com Phil Anselmo, ele se juntou com o Down e com Crowbar no álbum Lifesblood for the Downtrodden no lugar de Todd Strange. Juntamente com o guitarrista do Pantera Dimebag Darrell, que na época era chamado de Diamond Darrel, Rex "Rocker" se tornou Rex Brown.
Rex geralmente utiliza palhetas. Juntamente com Dimebag Darrell, Rex é considerado um dos principais representantes do chamado Groove Metal. Rex também é conhecido por suas linhas complexas como base dos solos de guitarra de Dimebag, como se nota em "Walk", "Floods", "Cowboys From Hell", "5 Minutes Alone", 'I Can't Hide" e "Becoming", entre outras.
Foi endossado pela marca de amplificadores Marshall e tem seu modelo da Spector baseado em um Gibson Thunderbird.

## Discografia
- Metal Magic (Pantera) (1983) - Metal Magic Records
- Projects in the Jungle (Pantera) (1984) - Metal Magic Records
- I Am the Night (Pantera) (1985) - Metal Magic Records
- Power Metal (Pantera) (1988) - Metal Magic Records
- Cowboys From Hell (Pantera)(1990) - Elektra
- Vulgar Display of Power (Pantera) (1992) - Atco.
- Far Beyond Driven (Pantera) (1994) - East West
- The Great Southern Trendkill (Pantera) (1996) - East West
- Official Live: 101 Proof (Pantera) (1997) - Elektra
- ECW Extreme Music, Vol 1. (apareceu com Tres Diablos em Heard It On The X) (1998)
- Boggy Depot (Jerry Cantrell) (1998) - Columbia Records
- Reinventing the Steel (Pantera) (2000) - Elektra
- Reinventing Hell: The Best of Pantera (Pantera) (2000) - Warner Music
- Down II: A Bustle in Your Hedgerow (Down) (2002) - Elektra
- The Best of Pantera: Far Beyond the Great Southern Cowboys' Vulgar Hits! (Pantera) (2003) - East West
- Lifesblood for the Downtrodden (Crowbar) (2005)
- Rebel Meets Rebel (Rebel Meets Rebel - By Zuba) (2006)
- Down III: Over the Under (Down) (2007) - Elektra